# 松島富之助
松島 富之助（まつしま とみのすけ、1923年 - 1976年5月18日）は、日本の小児科医。

## 人物・来歴
兵庫県美方郡出身。東京帝国大学医学部を卒業。1954年に東京大学より医学博士号を取得した。
愛育病院小児科、愛育研究所栄養部、東京警察病院小児科部長、小児保健協会理事を歴任した。

## 著書
- 『新生児及び乳児保育』 (保育課程講座 文部省認定社会通信教育) 日本学芸協会, [1968
- 『育児全科 0歳から3歳まで』家の光協会, 1971
- 『小児保健実習』同文書院, 1972
- 『こどもの病気』 (フェデップシリーズ) (幼児の発達百科)フジテレビ総合研究所, 1973.6
- 『育児相談』 (金原医学新書) 金原出版, 1975
- 『子どもの病気 応急手当てと予防のしかた』あすなろ書房, 1980.8

### 共編著
- 『最新育児学』内藤寿七郎,宮崎叶共著. 同文書院, 1962
- 『小児の情緒障害』内藤寿七郎 監修, 高橋種昭共編. 医学書院, 1970
- 『赤ちゃんの発育 育児の不安をなくす』 (コレクション・ファミリエ) 星美智子共著. ひかりのくに, 1975
- 『乳児保育』二木武, 金子保共著. 同文書院, 1976
- 『世界の子ども・親 オーストラリア・イギリス・フランス・ベルギー・西ドイツ・スウェーデン・ソ連・カナダ・アメリカ』松島富之助 [ほか著], 資生堂社会福祉事業財団 編. 資生堂社会福祉事業財団, 1977.3
- 『最新育児学 第4版』内藤寿七郎編,宮崎叶,我妻堯,高橋悦二郎,高橋種昭,沢田啓司共著. 同文書院, 1995.2